# Lannea alata
Lannea alata är en sumakväxtart som först beskrevs av Adolf Engler, och fick sitt nu gällande namn av Adolf Engler. Lannea alata ingår i släktet Lannea och familjen sumakväxter. Inga underarter finns listade i Catalogue of Life.